# 54-я церемония «Грэмми»
54-я ежегодная церемония вручения наград «Грэмми» проходила в Лос-Анджелесе, в Стэйплс-центре 12 февраля 2012 года.
В 2012 году организаторами было принято решение сократить общее число категорий в этом году с 109 до 78. Изменения произошли главным образом за счёт сокращения мужских и женских номинаций и объединения их вместе. Номинанты были объявлены 30 ноября 2011 года. Анонсирование номинаций прошло 30 ноября 2011 года в прайм-тайм, как часть телепрограммы «The GRAMMY Nominations Concert Live! — Countdown to Music’s Biggest Night» (одночасовая специальная онлайновая передача на канале CBS, Club Nokia, L.A. Live).
Пол Маккартни получил специальную награду за выдающиеся заслуги в области музыки и благотворительную деятельность в категории Персона года «MusiCares» (англ. MusiCares Person of the Year) на предварительной церемонии 10 февраля 2012 года в выставочном комплексе Los Angeles Convention Center.
В план мероприятия были внесены экстренные изменения ввиду смерти известной певицы Уитни Хьюстон (шестикратного лауреата премии) накануне события (за день до церемонии). На церемонии исполнялись её песни, например певица и актриса Дженнифер Хадсон исполнила знаменитый хит Уитни «I Will Always Love You».
Главным фаворитом церемонии стала британская певица Адель, получившая «Грэмми» в каждой категории из шести заявленных. Она повторила рекорд Бейонсе 2010 года среди исполнительниц, получивших наибольшее количество наград на одной церемонии. Она также повторила успех Кэрол Кинг, награждённой в трёх категориях из так называемой «большой четвёрки» в 1972 году. За ней следует рок-группа Foo Fighters (5 статуэток), забравшая все призы в секции «Рок». Лидировавший по числу номинированных работ (7) Канье Уэст такой же результат показал в рэп-секции. Бруно Марс был номинирован в трёх категориях и ещё три номинации получил в составе продюсерского проекта The Smeezingtons, однако в итоге ему не досталось ни одного «граммофона».
В этом году кантри-певица Элисон Краусс была награждена двумя премиями и стала обладателем наибольшего количества «Грэмми» (28) среди ныне живущих музыкантов.
Эта церемония собрала у экранов более 39 миллионов телезрителей канала CBS и стала второй «Грэмми» по количеству просмотров после шоу 1984 года с участием Майкла Джексона.

## Выступления
На данный момент подтверждены выступления таких исполнителей, как Адель, Рианна и Coldplay, Пол Маккартни, Тейлор Свифт, Foo Fighters, Ники Минаж, Бруно Марс, Келли Кларксон и другие. Ведущим церемонии стал американский рэпер LL Cool J.

## Лауреаты

### Специальные награды
21 декабря 2011 года почётные награды за пожизненный вклад в развитие музыки удостоились певица Дайана Росс, певец и гитарист Глен Кэмпбелл, группа The Allman Brothers Band, кантри-певец Джордж Джонс, бразильский композитор и певец Антонио Карлос Жобим и другие. Особой награды попечительского совета «Грэмми» удостоен основатель компании Apple Стив Джобс.
Grammy Lifetime Achievement Award
- Дайана Росс, The Memphis Horns, Рой Хейнс, Гил Скотт-Херон, Стив Джобс, Allman Brothers Band, Глен Кэмпбелл, Антонио Карлос Жобим и Джордж Джонс.[13][14]

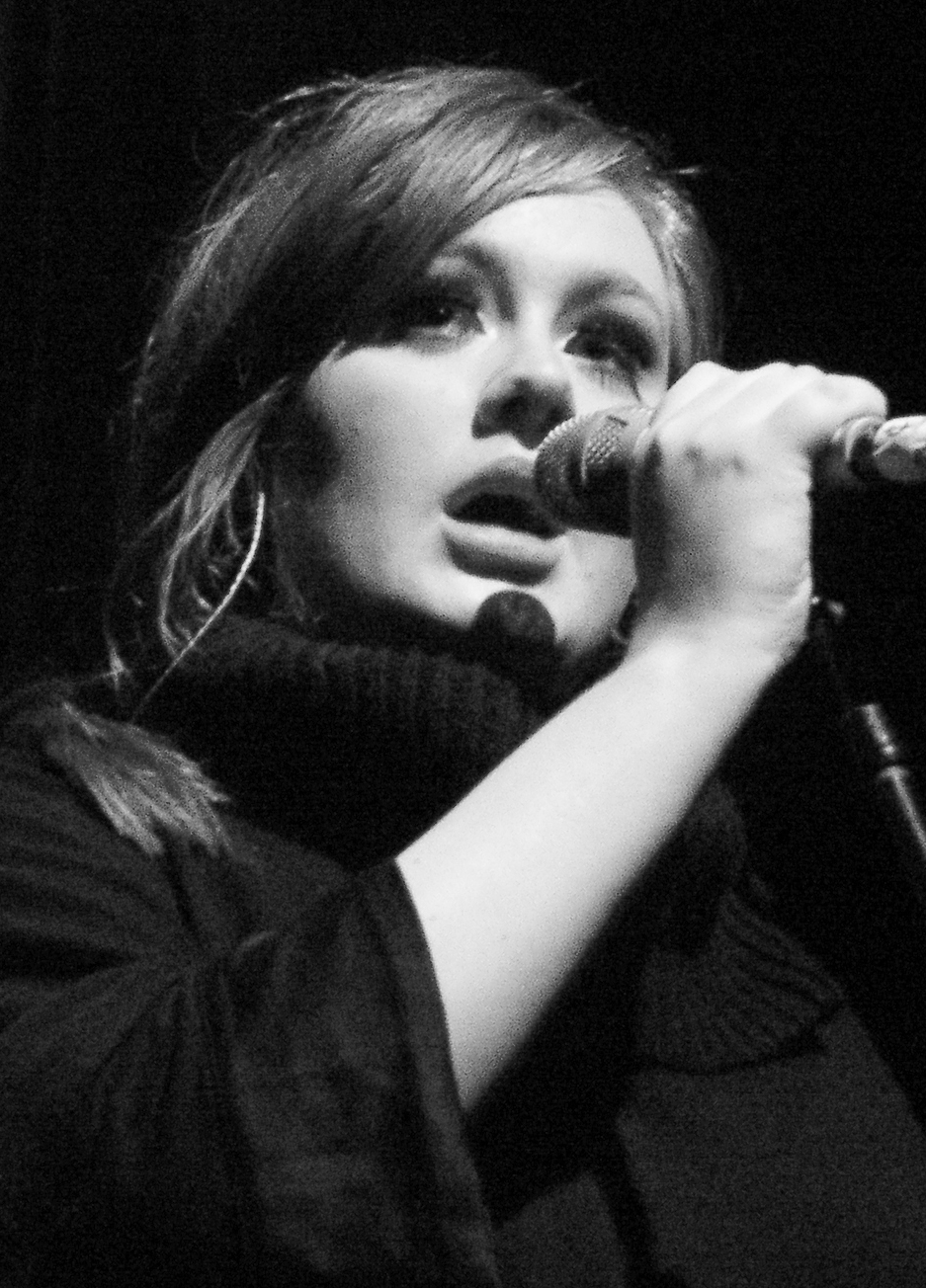
Британская певица Адель была награждена в шести номинациях, три из которых в «большой четвёрке»

Персона года «MusiCares»
- Пол Маккартни

### Основная категория

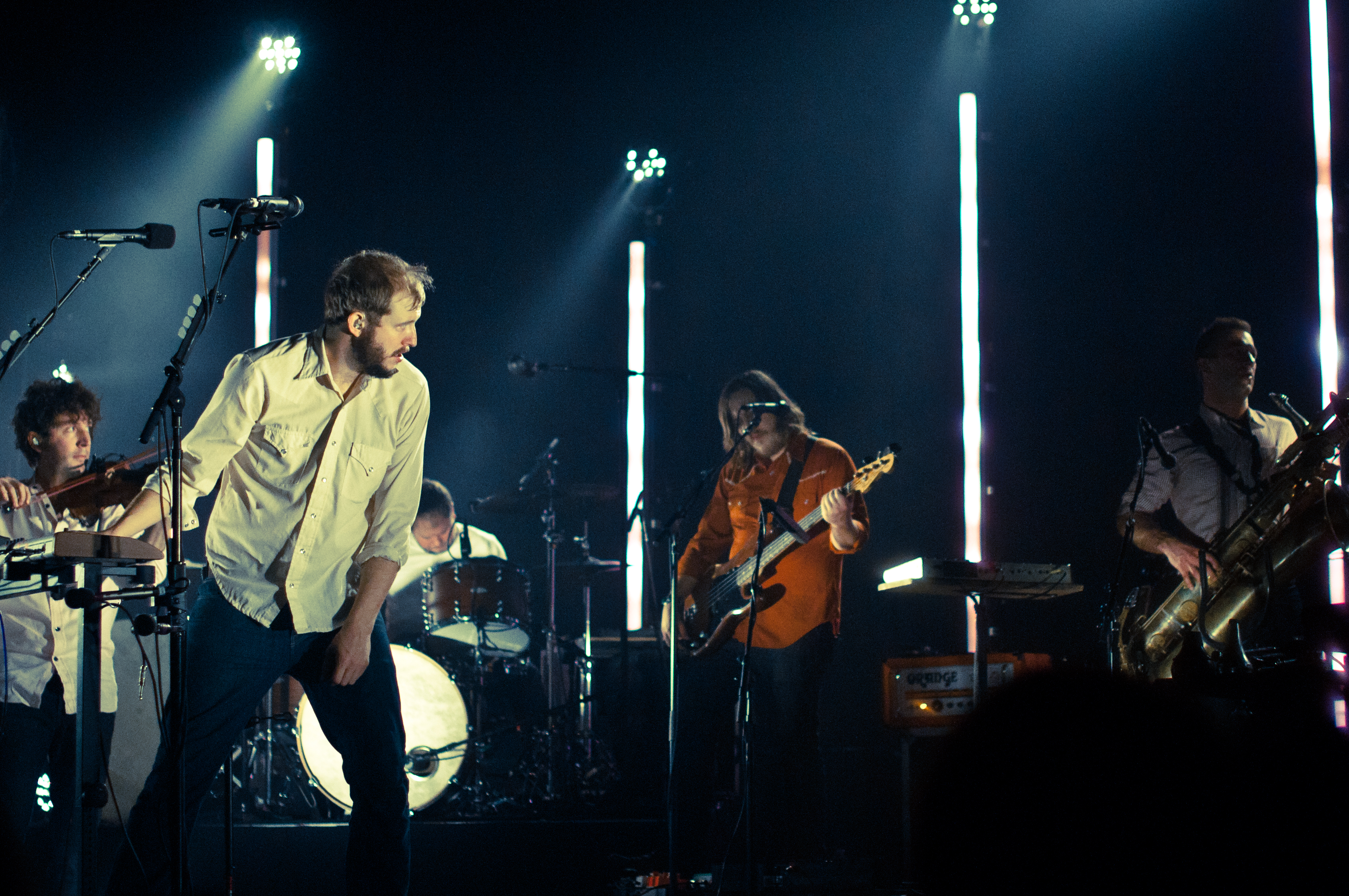
Группа Bon Iver получила две премии, в том числе как лучший новичок

Запись года
- «Rolling in the Deep» — Адель 
Пол Эпворт, продюсер; Том Элмхерст и Марк Ранкин, звукоинженеры
  - «Holocene» — Bon Iver 
Джастин Вернон, продюсер; Брайан Джозеф и Джастин Вернон, звукоинженеры
  - «Grenade» — Бруно Марс 
The Smeezingtons, продюсеры; Ари Левин и Мэнни Маррокин, звукоинженеры
  - «The Cave» — Mumford & Sons 
Маркус Дравс, продюсер; Франсуа Шевалье и Рори Кушнан, звукоинженеры
  - «Firework» — Кэти Перри 
Миккел С. Эриксен, Тор Эрик Хермансен и Сэнди Ви, продюсеры; Миккел С. Эриксен, Фил Тан, Сэнди Ви и Майлс Уокер, звукоинженеры

Альбом года
- 21 — Адель 
 Джим Аббисс, Адель, Пол Эпворт, Рик Рубин, Фрейзер Т. Смит, Райан Теддер и Дэн Уилсон, продюсеры; Джим Аббисс, Филип Аллен, Беатрис Артола, Иан Даулинг, Том Элмхерст, Грег Фидельман, Дэн Перри, Стив Прайс, Марк Ранкин, Эндрю Шепс, Фрейзер Т. Смит и Райан Теддер, Том Койн, звукоинженеры
  - Wasting Light — Foo Fighters 
Бутч Виг, продюсер; Джеймс Браун и Алан Малдер, Джо Лапорта и Эмили Лазар, звукоинженеры
  - Born This Way — Леди Гага 
Пол Блэр, DJ Снейк, Фернандо Гарибай, Леди Гага, Роберт Джон «Матт» Ландж, Йеппе Лаурсен, RedOne и Клинтон Спаркс, продюсеры; Фернандо Гарибай, Билл Малина, Тревор Маззи, RedOne, Дейв Рассел, Джастин Ширли Смит, Хорас Уорд и Том Уэр, Джин Гримальди, звукоинженеры
  - Doo-Wops & Hooligans — Бруно Марс 
при участии B.o.B, Си Ло Грин и Дэмиан Марли; Дуэйн «Supa Dups» Чин-Куи, Needlz и The Smeezingtons, продюсеры; Ари Левин и Мэнни Маррокин, Стивен Маркуссен, звукоинженеры
  - Loud — Рианна 
при участии Дрейк, Эминема и Ники Минаж; Эстер Дин, Миккель С. Эриксен, Алекс Да Кид, Кук Харрелл, Тор Эрик Хермансен, Mel & Mus, Осом Джонс, Макеба Риддик, The Runners, Sham, Soundz, Крис «Трики» Стюарт, Сэнди Ви и Уилли Уилл, продюсеры; Ариэль Чобаз, Кэри Кларк, Миккел С. Эриксен, Алекс Да Кид, Джош Гудвин, Кук Харрелл, Джейсен Джошуа, Мэнни Маррокин, Дана Нильсен, Чад «C-Note» Ропер, Ноа «40» Шебиб, Кори Шумейкер, Джей Стивенсон, Майк Стрейндж, Фил Тан, Брайан «B-Luv» Томас, Marcos Tovar, Сэнди Ви, Джефф «Supa Jeff» Вильянуэва, Майлс Уокер и Эндрю Вюппер, Крис Герингер, звукоинженеры

Песня года
- «Rolling in the Deep»
 Адель Эдкинс и Пол Эпворт, авторы (Адель)
  - «All of the Lights» 
Джефф Баскер, Малик Джонс, Уоррен Троттер и Канье Уэст, авторы (Канье Уэст, Рианна, Кид Кади и Ферги)
  - «The Cave» 
 Тед Дуэйн, Бен Ловетт, Маркус Мамфорд и Кантри Уинстон, авторы (Mumford & Sons)
  - «Grenade» 
 Броди Браун, Клод Келли, Филип Лоуренс, Ари Левин, Бруно Марс и Эндрю Уайет, авторы (Бруно Марс)
  - «Holocene» 
 Джастин Вернон, автор (Bon Iver)

Лучший новый исполнитель
- Bon Iver
  - The Band Perry
  - Джей Коул
  - Ники Минаж
  - Скриллекс

### Поп
Лучшее сольное исполнение поп-композиции
- «Someone Like You» — Адель
  - «Yoü and I» — Леди Гага
  - «Grenade» — Бруно Марс
  - «Firework» — Кэти Перри
  - «F**kin' Perfect» — Пинк

Лучшее исполнение поп-композиции дуэтом или группой
- «Body and Soul» — Тони Беннетт и Эми Уайнхаус
  - «Dearest» — The Black Keys
  - «Paradise» — Coldplay
  - «Pumped Up Kicks» — Foster the People
  - «Moves Like Jagger» — Maroon 5 при участии Кристины Агилеры

Лучший инструментальный поп-альбом
- «The Road from Memphis» — Букер Т. Джонс
  - «Wish Upon a Star» — Дженни Окс Бейкер
  - «E Kahe Malie» — Дэниел Хо
  - «Hello Tomorrow» — Дэйв Коз
  - «Setzer Goes Instru-Mental!» — Брайан Сетцер

Лучший вокальный поп-альбом
- «21» — Адель
  - «The Lady Killer» — Си Ло Грин
  - «Born This Way» — Леди Гага
  - «Doo-Wops & Hooligans» — Бруно Марс
  - «Loud» — Рианна

### Танцевальная музыка
Лучшая танцевальная запись

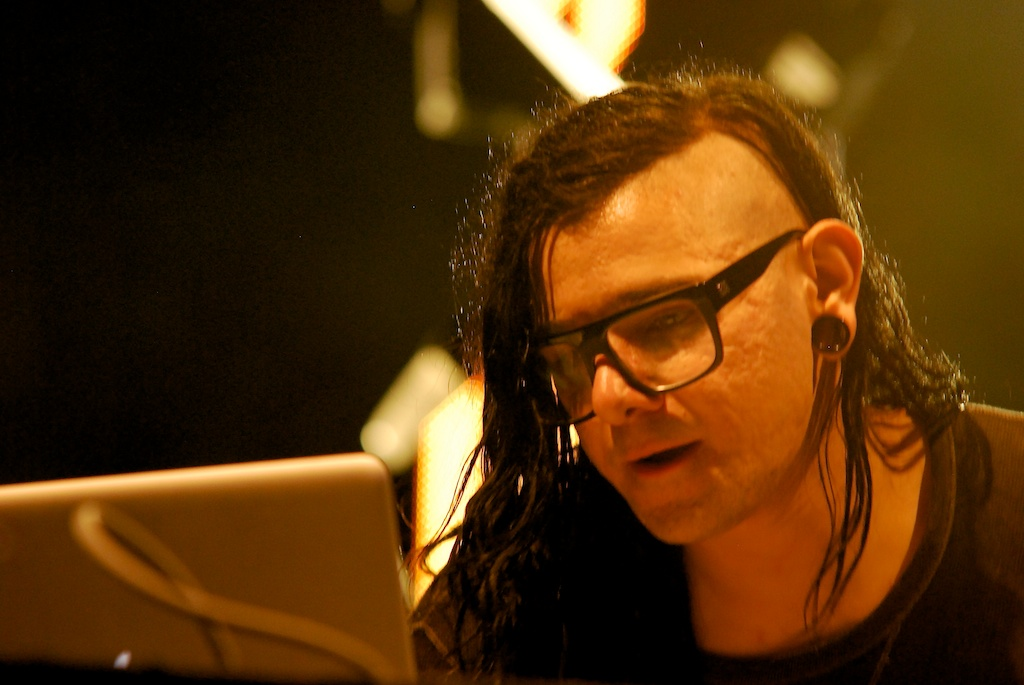
Скриллекс признан лучшим электронным музыкантом

- «Scary Monsters and Nice Sprites» — Скриллекс 
Скриллекс, продюсер и звукорежиссёр
  - «Raise Your Weapon» — deadmau5 при участии Greta Svabo Bech 
Джоэль Циммерман, продюсер
  - «Barbra Streisand» — Duck Sauce 
Duck Sauce, продюсеры и звукорежиссёры
  - «Sunshine» — Давид Гетта и Avicii 
Avicii, Давид Гетта и Джорджио Туинфорт, продюсеры; Avicii, звукорежиссёр
  - «Call Your Girlfriend» — Робин 
Клас Охлунд и Billboard, продюсеры; Никлас Флюкт, звукорежиссёр
  - «Save the World» — Swedish House Mafia 
Swedish House Mafia, продюсеры и звукорежиссёры

Лучший электронный/танцевальный альбом
- Scary Monsters and Nice Sprites — Скриллекс
  - Zonoscope — Cut Copy
  - 4x4=12 — Дэдмаус
  - Nothing but the Beat — Давид Гетта
  - Body Talk Pt. 3 — Робин

### Традиционная поп-музыка
Лучший традиционный вокальный поп-альбом
- Duets II — Тони Беннетт
  - The Gift — Сьюзан Бойл
  - In Concert on Broadway — Гарри Конник (младший)
  - Music Is Better Than Words — Сет Макфарлейн
  - What Matters Most: Barbra Streisand Sings the Lyrics of Alan and Marilyn Bergman — Барбра Стрейзанд

### Рок
Лучшее исполнение рок-композиции
- «Walk» — Foo Fighters

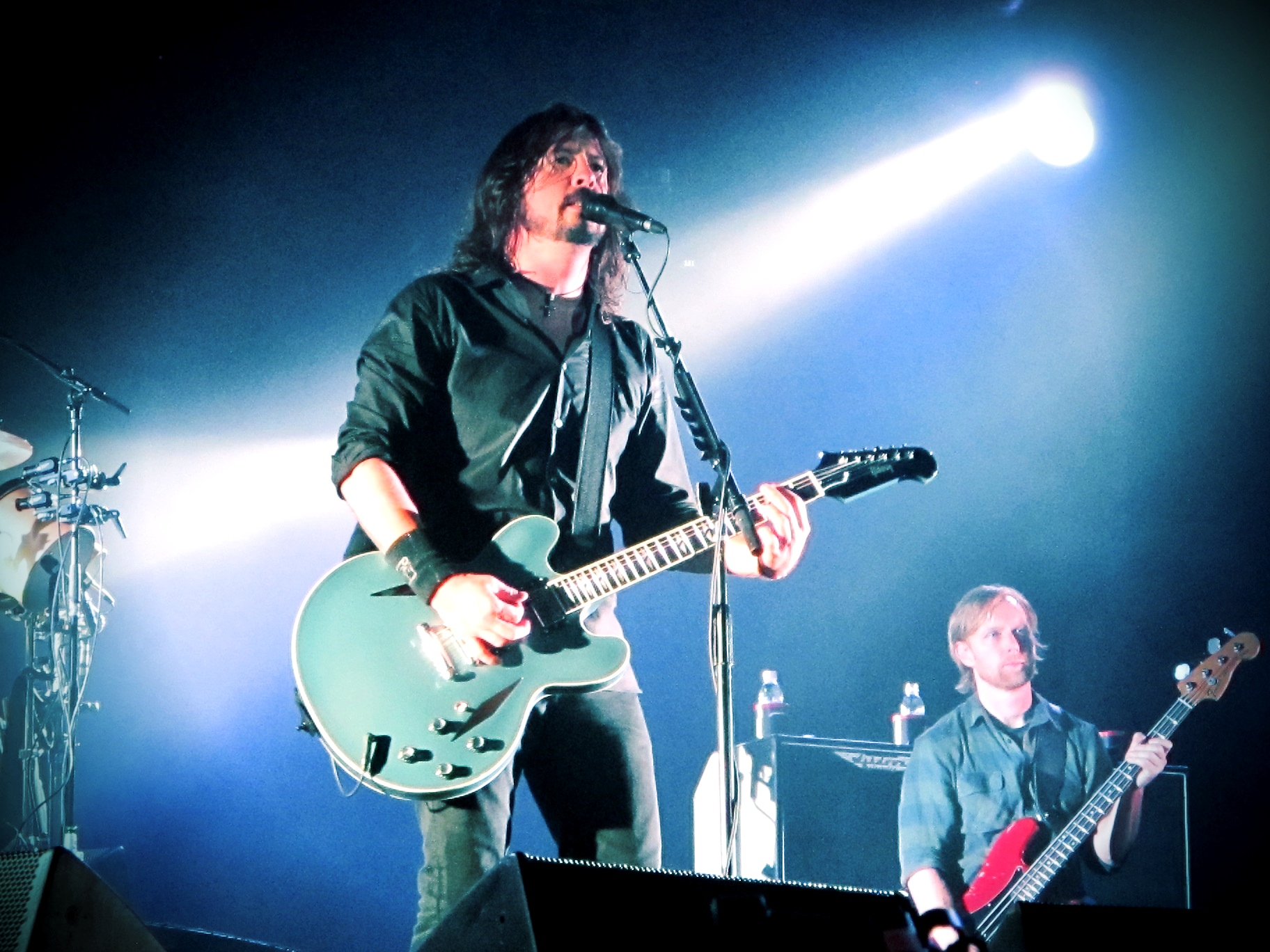
Foo Fighters — лидеры секции рока

  - «Every Teardrop Is a Waterfall» — Coldplay
  - «Down By the Water» — The Decemberists
  - «The Cave» — Mumford & Sons
  - «Lotus Flower» — Radiohead

Лучшее исполнение хард-рок/метал-композиции
- «White Limo» — Foo Fighters
  - «On the Backs of Angels» — Dream Theater
  - «Curl of the Burl» — Mastodon
  - «Public Enemy No. 1» — Megadeth
  - «Blood in My Eyes» — Sum 41

Лучшая рок-песня
- «Walk» 
 Foo Fighters, авторы песни (Foo Fighters)
  - «The Cave» 
Mumford & Sons, авторы песни (Mumford & Sons)
  - «Down by the Water» 
Колин Мелой, авторы песни (The Decemberists)
  - «Every Teardrop Is a Waterfall» 
Coldplay, авторы песни (Coldplay)
  - «Lotus Flower» 
Radiohead, авторы песни (Radiohead)

Лучший рок-альбом
- Wasting Light — Foo Fighters
  - Rock 'n' Roll Party (Honoring Les Paul) — Джефф Бек
  - Come Around Sundown — Kings of Leon
  - I’m with You — Red Hot Chili Peppers
  - The Whole Love — Wilco

### Альтернативная музыка
Лучший альбом альтернативной музыки
- Bon Iver — Bon Iver
  - Codes and Keys — Death Cab for Cutie
  - Torches — Foster the People
  - Circuital — My Morning Jacket
  - The King of Limbs — Radiohead

### R&B
Лучшее R&B-исполнение
- «Is This Love» — Корин Бэйли Рэй
  - «Far Away» — Marsha Ambrosius
  - «Pieces of Me» — Ledisi
  - «Not My Daddy» — Kelly Price при участии Stokley Williams
  - «You Are» — Charlie Wilson

Лучшее традиционное исполнение R&B-композиции
- «Fool for You» — Си Ло Грин при участии Мелани Фиона
  - «Sometimes I Cry» — Eric Benét
  - «Radio Message» — R. Kelly
  - «Good Man» — Raphael Saadiq
  - «Surrender» — Betty Wright & The Roots

Лучшая R&B-песня
- «Fool for You» — Си Ло Грин & Jack Splash, авторы (Cee Lo Green при участии Melanie Fiona)
  - «Far Away» — Marsha Ambrosius, Sterling Simms & Justin Smith, авторы (Marsha Ambrosius)
  - «Not My Daddy» — Kelly Price, автор (Kelly Price при участии Stokley Williams)
  - «Pieces of Me» — Chuck Harmony, Claude Kelly & Ledisi, автор (Ledisi)
  - «You Are» — Dennis Bettis, Carl M. Days, Jr., Wirlie Morris, Charlie Wilson & Mahin Wilson, авторы (Charlie Wilson)

Лучший R&B-альбом
- F.A.M.E. — Крис Браун
  - Second Chance — El DeBarge
  - Love Letter[англ.] — Ар Келли
  - Pieces of Me — Ledisi
  - Kelly — Kelly Price

### Рэп
Лучшее рэп-исполнение

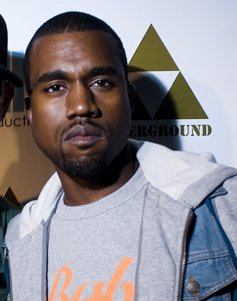
Канье Уэст лидировал в рэп-секции

- «Otis» — Джей-Зи и Канье Уэст (при участии Отиса Реддинга)
  - «Look at Me Now» — Крис Браун при участии Лила Уэйна и Басты Раймса
  - «The Show Goes On» — Лупе Фиаско
  - «Moment 4 Life» — Ники Минаж при участии Дрейка
  - «Black and Yellow» — Уиз Халифа

Лучшее совместное рэп-исполнение
- «All of the Lights» — Канье Уэст при участии Рианны, Ферги и Кида Кади (с Дрейком, Элвином Филдсом, Элли Джексон, Элтоном Джоном, Алишей Киз, Джоном Леджендом, Райаном Лесли, Кеном Льюисом, The-Dream, Чарли Уилсоном и Тони Уилльямсом)
  - «Party» — Бейонсе при участии André 3000
  - «I'm On One» — DJ Khaled при участии Дрейка, Рика Росса и Лила Уэйна
  - «I Need a Doctor» — Dr. Dre при участии Эминема и Скайлар Грей
  - «What's My Name?» — Рианна при участии Дрейка
  - «Motivation» — Келли Роуленд при участии Лила Уэйна

Лучшая рэп-песня
- «All of the Lights» 
Jeff Bhasker, Really Doe, Канье Уэст и Malik Yusef, авторы песни (Канье Уэст при участии Рианны, Ферги и Кида Кади [с Дрейком, Элвином Филдсом, Элли Джексон, Элтоном Джоном, Алишей Киз, Джоном Леджендом, Райаном Лесли, Кеном Льюисом, The-Dream, Чарли Уилсоном и Тони Уилльямсом])
  - «Black and Yellow» 
Wiz Khalifa и Stargate, авторы песни (Wiz Khalifa)
  - «I Need a Doctor» 
Alex da Kid, Dr. Dre, Эминем и Скайлар Грей, авторы песни (Dr. Dre при участии Eminem и Skylar Grey)
  - «Look at Me Now» 
Jean Baptiste, Крис Браун, Ryan Buendia, Diplo, Lil Wayne и Busta Rhymes, авторы песни (Крис Браун при участии Lil Wayne и Busta Rhymes)
  - «Otis» 
Джей-Зи и Канье Уэст, авторы песни (с James Brown, Jimmy Campbell, Reg Connelly, Roy Hammond, J. Roach, Kirk Robinson и Harry M. Woods, авторы песни) (Джей-Зи и Канье Уэст при участии Отиса Реддинга))
  - «The Show Goes On» 
Dustin William Brower, Jonathon Keith Brown, Daniel Johnson, Kane и Лупе Фиаско, авторы песни (с Isaac Brock, Dann Gallucci и Eric Judy, авторы песни) (Лупе Фиаско)

Лучший рэп-альбом
- My Beautiful Dark Twisted Fantasy — Канье Уэст
  - Watch the Throne — Джей-Зи и Канье Уэст
  - Tha Carter IV — Лил Уэйн
  - Lasers — Лупе Фиаско
  - Pink Friday — Ники Минаж

### Кантри
Лучшее сольное кантри-исполнение
- «Mean» — Тейлор Свифт
  - «Dirt Road Anthem» — Джейсон Олдин
  - «I'm Gonna Love You Through It» — Мартина МакБрайд
  - «Honey Bee» — Блейк Шелтон
  - «Mama's Song» — Кэрри Андервуд

Лучшее кантри-исполнение группой или дуэтом
- «Barton Hollow» — The Civil Wars
  - «Don't You Wanna Stay» — Джейсон Олдин вместе с Келли Кларксон
  - «You and Tequila» — Кенни Чесни при участии Grace Potter
  - «Are You Gonna Kiss Me or Not» — Thompson Square

Лучшая кантри-песня
- «Mean» 
 Тейлор Свифт, автор (Тейлор Свифт)
  - «Are You Gonna Kiss Me or Not» 
Jim Collins & David Lee Murphy, авторы (Thompson Square)
  - «God Gave Me You» 
 Dave Barnes, автор (Блейк Шелтон)
  - «Just Fishin'» 
Casey Beathard, Monty Criswell & Ed Hill, авторы (Trace Adkins)
  - «Threaten Me with Heaven» 
 Винс Гилл, Amy Grant, Will Owsley & Dillon O’Brian, авторы (Vince Gill)
  - «You and Tequila» 
Matraca Berg & Deana Carter, авторы (Кенни Чесни при участии Grace Potter)

Лучший кантри-альбом
- Own the Night — Lady Antebellum
  - My Kinda Party — Джейсон Олдин
  - Chief — Эрик Чёрч
  - Red River Blue — Блейк Шелтон
  - Here for a Good Time — Джордж Стрейт
  - Speak Now — Тейлор Свифт

### Нью-эйдж
Лучший нью-эйджевый альбом
- What’s It All About — Патрик Мэтини
  - Northern Seas — Al Conti
  - Gaia — Michael Brant DeMaria
  - Wind, Rock, Sea & Flame — Peter Kater
  - Instrumental Oasis, Vol. 6 — Zamora

### Джаз
Лучшее импровизированное джазовое соло
- «500 Miles High» — Чик Кориа
  - «All or Nothing at All» — Randy Brecker
  - «You Are My Sunshine» — Ron Carter
  - «Work» — Fred Hersch
  - «Sonnymoon for Two» — Sonny Rollins

Лучший вокальный джазовый альбом
- The Mosaic Project — Terri Lyne Carrington & Various Artists
  - 'Round Midnight — Karrin Allyson
  - The Gate — Kurt Elling
  - American Road — Tierney Sutton (Band)
  - The Music of Randy Newman — Roseanna Vitro

Лучший инструментальный джазовый альбом
- Forever — Corea, Clarke & White
  - Bond: The Paris Sessions — Gerald Clayton
  - Alone at the Vanguard — Fred Hersch
  - Bird Songs — Joe Lovano & Us Five
  - Road Shows Vol. 2 — Sonny Rollins
  - Timeline — Yellowjackets

Лучший альбом большого джазового ансамбля
- The Good Feeling — Christian McBride
  - The Jazz Ballad Song Book — Randy Brecker with DR Big Band
  - 40 Acres and a Burro — Arturo O'Farrill & The Afro Latin Jazz Orchestra
  - Legacy — Gerald Wilson Orchestra
  - Alma Adentro: The Puerto Rican Songbook — Miguel Zenón

### Госпел
Best Gospel/Contemporary Christian Music Performance
- «Jesus» — Le’Andria Johnson
  - «Do Everything» — Steven Curtis Chapman
  - «Alive (Mary Magdalene)» — Natalie Grant
  - «Your Love» — Брэндон Хит
  - «I Lift My Hands» — Chris Tomlin

Лучшая госпел-песня
- «Hello Fear» 
Kirk Franklin, автор (Kirk Franklin)
  - «Sitting with Me» 
Gerald Haddon, Tammi Haddon и Mary Mary, авторы (Mary Mary)
  - «Spiritual» 
Donald Lawrence, автор (Donald Lawrence & Co. при участии Blanche McAllister-Dykes)
  - «Trust Me» 
Richard Smallwood, автор (Richard Smallwood и Vision)
  - «Window» 
Canton Jones, автор (Canton Jones)

Best Contemporary Christian Music Song
- «Blessings» 
Laura Story, автор (Laura Story)
  - «Hold Me» 
Jamie Grace, Christopher Stevens и TobyMac, авторы (Jamie Grace при участии TobyMac)
  - «I Lift My Hands» 
Louie Giglio, Matt Maher и Chris Tomlin, авторы (Chris Tomlin)
  - «Strong Enough» 
Matthew West, автор (Matthew West)
  - «Your Love» 
Брэндон Хит и Jason Ingram, авторы (Brandon Heath)

Лучший госпел-альбом
- Hello Fear — Kirk Franklin
  - The Love Album — Kim Burrell
  - The Journey — Andraé Crouch
  - Something Big — Mary Mary
  - Angel & Chanelle (Deluxe Edition) — Trin-i-tee 5:7

Лучший альбом современной христианской музыки
- And If Our God Is for Us... — Chris Tomlin
  - Ghosts Upon the Earth — Gungor
  - Leaving Eden — Брэндон Хит
  - The Great Awakening — Leeland
  - What If We Were Real — Mandisa
  - Black & White — Royal Tailor

### Латинская музыка
Лучший латинский поп-, рок- или urban-альбом
- Drama y Luz — Maná
  - Entren Los Que Quieran — Calle 13
  - Entre La Ciudad Y El Mar — Gustavo Galindo
  - Nuestra — La Vida Bohème
  - Not So Commercial — Los Amigos Invisibles

Best Regional Mexican or Tejano Album
- Bicentenario — Pepe Aguilar
  - Orale — Mariachi Divas De Cindy Shea
  - Amor A La Musica — Mariachi Los Arrieros Del Valle
  - Eres Un Farsante — Paquita la del Barrio
  - Huevos Rancheros — Joan Sebastian

Best Banda or Norteño Album
- MTV Unplugged: Los Tigres del Norte and Friends — Los Tigres del Norte
  - Estare Mejor — El Güero y Su Banda Centenario
  - Intocable 2011 — Intocable
  - El Árbol — Los Tucanes de Tijuana
  - No Vengo A Ver Si Puedo… Si Por Que Puedo Vengo — Michael Salgado

Лучший альбом тропического латино
- The Last Mambo — Cachao
  - Homenaje A Los Rumberos — Edwin Bonilla
  - Mongorama — José Rizo’s Mongorama

### American Roots Field
Best Americana Album
- Ramble at the Ryman — Левон Хелм
  - Emotional Jukebox — Linda Chorney
  - Pull Up Some Dust and Sit Down — Ry Cooder
  - Hard Bargain — Эммилу Харрис
  - Blessed — Lucinda Williams

Лучший блюграсс-альбом
- Paper Airplane — Элисон Краусс & Union Station
  - Reason and Rhyme: Bluegrass Songs by Robert Hunter and Jim Lauderdale — Jim Lauderdale
  - Rare Bird Alert — Стив Мартин & Steep Canyon Rangers
  - Old Memories: The Songs of Bill Monroe — Del McCoury Band
  - A Mother's Prayer — Ralph Stanley
  - Sleep with One Eye Open — Chris Thile & Michael Daves

Лучший блюз-альбом
- Revelator — Tedeschi Trucks Band
  - Low Country Blues — Gregg Allman
  - Roadside Attractions — Marcia Ball
  - Man in Motion — Warren Haynes
  - The Reflection — Keb’ Mo’

Лучший фолк-альбом
- Barton Hollow — The Civil Wars
  - I'll Never Get Out of This World Alive — Стив Эрл
  - Helplessness Blues — Fleet Foxes
  - Ukulele Songs — Эдди Веддер
  - The Harrow & The Harvest — Гиллиан Уэлч

Best Regional Roots Music Album
- Rebirth of New Orleans — Rebirth Brass Band
  - Can't Sit Down — C.J. Chenier
  - Wao Akua: The Forest of the Gods — George Kahumoku, Jr.
  - Grand Isle — Steve Riley & the Mamou Playboys
  - Not Just Another Polka — Jimmy Sturr & His Orchestra

### Регги
Лучший рэгги-альбом
- Revelation Pt 1: The Root of Life — Стивен Марли
  - Harlem-Kingston Express Live! — Monty Alexander
  - Reggae Knights — Israel Vibration
  - Wild and Free — Зигги Марли
  - Summer in Kingston — Шэгги

### Этническая музыка
Лучший альбом в стиле world music
- Tassili — Tinariwen
  - AfroCubism — AfroCubism
  - Africa for Africa — Femi Kuti
  - Songs from a Zulu Farm — Ladysmith Black Mambazo

### Музыка для детей
Лучший альбом для детей
- All About Bullies… Big and Small — Various Artists
  - Are We There Yet? — The Papa Hugs Band
  - Fitness Rock & Roll — Miss Amy
  - GulfAlive — The Banana Plant
  - I Love: Tom T. Hall’s Songs of Fox Hollow — Various Artists

### Разговорный
Лучший разговорный альбом (Includes Poetry, Audio Books & Story Telling)
- If You Ask Me (And of Course You Won’t) — Бетти Уайт
  - Bossypants — Tina Fey
  - Fab Fan Memories — The Beatles Bond — Various Artists
  - Hamlet (William Shakespeare) — Dan Donohue & Various Artists — Oregon Shakespeare Festival
  - The Mark of Zorro — Вэл Килмер & Cast

### Комедии
Лучший комедийный альбом
- Hilarious — Louis C.K.
  - Alpocalypse — "Weird Al" Yankovic
  - Finest Hour — Patton Oswalt
  - Kathy Griffin: 50 & Not Pregnant — Kathy Griffin
  - Turtleneck & Chain — The Lonely Island

### Музыкальные шоу
Лучший альбом на основе театрального мюзикла
- Книга мормона — Original Broadway Cast 
Josh Gad & Эндрю Рэннелс, главные солисты; Anne Garefino, Robert Lopez, Stephen Oremus, Трей Паркер, Scott Rudin & Matt Stone, продюсеры; Robert Lopez, Trey Parker & Matt Stone, слова и музыка
  - Anything Goes — New Broadway Cast Recording 
Sutton Foster & Joel Grey, главные солисты; Rob Fisher, James Lowe & Joel Moss, продюсеры (Cole Porter, слова и музыка)
  - How to Succeed in Business Without Really Trying — The 2011 Broadway Cast Recording 
John Larroquette & Daniel Radcliffe, главные солисты; Robert Sher, продюсер (Frank Loesser, слова и музыка)

### Музыка для визуальных медиа
Лучший компиляционный саундтрек для визуальных медиа
- Boardwalk Empire Volume 1: Music from the HBO Original Series — разные исполнители
- Burlesque — Кристина Агилера
- Glee: The Music, Volume 4 — актёрский состав телесериала «Хор»
- Tangled — разные исполнители
- True Blood Volume 3 — разные исполнители

Лучший саундтрек для визуальных медиа
- The King's Speech
  - Александр Деспла, композитор
- Black Swan
  - Клинт Мэнселл, композитор
- Гарри Поттер и Дары Смерти: часть 2
  - Александр Деспла, композитор
- The Shrine
  - Ryan Shore, композитор
- Tron: Legacy
  - Daft Punk, композиторы

Лучшая песня, написанная для кино, телевидения или другого визуального представления
- «I See the Light» (из Tangled)
  - Алан Менкен и Гленн Слейтер, авторы (Мэнди Мур и Закари Ливай)
- «Born to Be Somebody» (из Justin Bieber: Never Say Never)
  - Дайан Уоррен, автор (Джастин Бибер)
- «Christmastime Is Killing Us» (из Family Guy)
  - Ron Jones, Seth MacFarlane и Danny Smith, авторы (Bruce McGill и Seth MacFarlane)
- «So Long» (из Winnie the Pooh)
  - Зоуи Дешанель, автор (Зоуи Дешанель & M. Ward)
- «Where the River Goes» (из Footloose)
  - Zac Brown, Wyatt Durrette, Drew Pearson & Anne Preven, авторы (Zac Brown)
- «You Haven’t Seen the Last of Me» (из Burlesque)
  - Дайан Уоррен, автор (Шер)

### Сочинительство/Композиция
Лучшая инструментальная композиция
- «Life in Eleven»
Béla Fleck & Howard Levy, композиторы (Béla Fleck and the Flecktones)
  - «Falling Men» 
 John Hollenbeck, композитор (John Hollenbeck, Daniel Yvinec & Orchestre National de Jazz (ONJ))
  - «Hunting Wabbits 3 (Get Off My Lawn)»
 Gordon Goodwin, композитор (Gordon Goodwin's Big Phat Band)
  - «I Talk to the Trees»
Randy Brecker, композитор (Randy Brecker with DR Big Band)
  - «Timeline»
 Russell Ferrante, композитор (Yellowjackets)

### Сочинительство/Аранжировка
Лучшая инструментальная аранжировка
- «Rhapsody in Blue»
 Gordon Goodwin, аранжировщик (Gordon Goodwin’s Big Phat Band)
  - «All or Nothing at All» 
 Peter Jensen, аранжировщик (Randy Brecker при участии DR Big Band)
  - «In the Beginning»
 Clare Fischer, аранжировщик (The Clare Fischer Big Band)
  - «Nasty Dance»
 Bob Brookmeyer, аранжировщик (The Vanguard Jazz Orchestra)
  - «Song Without Words»
 Карлос Франзетти (Carlos Franzetti), аранжировщик (Карлос Франзетти & Allison Brewster Franzetti)

Лучшая инструментальная аранжировка в сопровождении вокалиста(ов)
- «Who Can I Turn To (When Nobody Needs Me)»
 Jorge Calandrelli, аранжировщик (Тони Беннетт & Куин Латифа)
  - «Ao Mar»
 Vince Mendoza, аранжировщик (Vince Mendoza)
  - «Moon Over Bourbon Street»
 Rob Mathes, аранжировщик (Стинг & Royal Philharmonic Concert Orchestra)
  - «On Broadway»
 Kevin Axt, Ray Brinker, Trey Henry, Christian Jacob & Tierney Sutton, аранжировщик (The Tierney Sutton Band)
  - «The Windmills of Your Mind»
 Уильям Росс (William Ross), аранжировщик (Барбра Стрейзанд)

### Упаковка/Оформление; Лучшая обложка альбома
Лучшая упаковка записи
- Scenes from The Suburbs 
 Vincent Morisset, art director (Arcade Fire)
  - Chickenfoot III 
 Todd Gallopo, art director (Chickenfoot)
  - Good Luck & True Love 
 Sarah Dodds & Shauna Dodds, art directors (Reckless Kelly)
  - Rivers and Homes 
 Jonathan Dagan, art director (J.Viewz)
  - Watch the Throne 
 Virgil Abloh, art director (Jay-Z & Kanye West)

Лучшая упаковка коробочной или специальной ограниченной версии
- The Promise: The Darkness on the Edge of Town Story 
 Dave Bett & Michelle Holme, art directors (Брюс Спрингстин)
  - The King of Limbs 
 Donald Twain & Zachariah Wildwood, art directors (Radiohead)
  - 25th Anniversary Music Box 
 Matt Taylor & Ellen Wakayama, art directors (Danny Elfman & Tim Burton)
  - 25 Years 
 James Spindler, art director (Sting)
  - Wingless Angels (Deluxe Edition) 
 David Gorman, art director (Wingless Angels)

### Оформление
Лучшее оформление альбома
- Hear Me Howling!: Blues, Ballads & Beyond as Recorded by the San Francisco Bay by Chris Strachwitz in the 1960s
 Adam Machado, album notes writer (Various Artists)
  - The Bang Years 1966—1968
 Нил Даймонд, album notes writer (Neil Diamond)
  - The Bristol Sessions, 1927—1928: The Big Bang of Country Music
 Ted Olson & Tony Russell, album notes writers (Various Artists)
  - Complete Mythology
 Ken Shipley, album notes writer (Syl Johnson)
  - The Music City Story: Street Corner Doo Wop, Raw R&B and Soulful Sounds from Berkeley, California 1950-75
 Alec Palao, album notes writer (Various Artists)

### Historical Field
Исторический альбом
- Band on the Run (Paul McCartney Archive Collection — Deluxe Edition) 
 Пол Маккартни, compilation producer; Sam Okell & Steve Rooke, mastering engineers (Paul McCartney & Wings)
  - The Bristol Sessions, 1927—1928: The Big Bang of Country Music
Christopher C. King & Ted Olson, compilation producers; Christopher C. King & Chris Zwarg, mastering engineers (Various Artists)
  - Complete Mythology
 Tom Lunt, Rob Sevier & Ken Shipley, compilation producers; Jeff Lipton, mastering engineer (Syl Johnson)
  - Hear Me Howling!: Blues, Ballads & Beyond as Recorded by the San Francisco Bay by Chris Strachwitz in the 1960s
 Chris Strachwitz, compilation producer; Mike Cogan, mastering engineer (Various Artists)
  - Young Man with the Big Beat: The Complete '56 Elvis Presley Masters
 Ernst Mikael Jorgensen, compilation producer; Vic Anesini, mastering engineer (Элвис Пресли)

### Engineering Field
Лучший дизайн альбома, не классического
- Paper Airplane
 Mike Shipley, engineer; Brad Blackwood, mastering engineer (Элисон Краусс & Union Station)
  - Follow Me Down
 Brandon Bell & Gary Paczosa, engineers; Sangwook «Sunny» Nam & Doug Sax, mastering engineers (Sarah Jarosz)
  - The Harrow & The Harvest
 Matt Andrews, engineer; Stephen Marcussen, mastering engineer (Гиллиан Уэлч)
  - Music Is Better Than Words
 Rich Breen & Frank Filipetti, engineers; Bob Ludwig, mastering engineer (Seth MacFarlane)
  - The Next Right Thing
 Kevin Killen, Brendan Muldowney & John Shyloski, engineers; John Shyloski, mastering engineer (Seth Glier)

Лучший дизайн альбома, классического
- Aldridge: Elmer Gantry
 Byeong-Joon Hwang & John Newton, engineers; Jesse Lewis, mastering engineer (William Boggs, Keith Phares, Patricia Risley, Vale Rideout, Frank Kelley, Heather Buck, Florentine Opera Chorus & Milwaukee Symphony Orchestra)
  - Glazunov: Complete Concertos
 Richard King, engineer (Хосе Серебрьер, Алексей Серов, Ян Вэньсин, Александр Романовский, Рэйчел Бартон Пайн, Marc Chisson & Russian National Orchestra)
  - Mackey: Lonely Motel — Music From Slide
 Tom Lazarus & Bill Maylone, engineers; Joe Lambert, mastering engineer (Rinde Eckert, Steven Mackey & Eighth Blackbird)
  - Rachmaninov: Piano Concertos Nos. 3 & 4
 Arne Akselberg, engineer (Leif Ove Andsnes, Антонио Паппано & London Symphony Orchestra)
  - Weinberg: Symphony No. 3 & Suite No. 4 From 'The Golden Key'
 Torbjörn Samuelsson, engineer (Thord Svedlund & Gothenburg Symphony Orchestra)

### Продюсирование
Продюсер года, не классический
- Paul Epworth 
«Call It What You Want» (Foster the People) (T) 
«I Would Do Anything for You» (Foster the People) (T) 
«I’ll Be Waiting» (Адель) (T) 
«Life on the Nickel» (Foster the People) (T) 
«No One's Gonna Love You» (Си Ло Грин) (S) 
«Rolling in the Deep» (Adele) (T)
  - Danger Mouse 
 Meyrin Fields EP (Broken Bells) (S) 
Rome (Danger Mouse & Daniele Luppi) (A)
  - The Smeezingtons 
Doo-Wops & Hooligans (Бруно Марс) (A) 
«If I Was You (OMG)» (Far East Movement при участии Snoop Dogg) (T) 
«Lighters» (Bad Meets Evil при участии Bruno Mars) (T) 
«Mirror» (Lil Wayne при участии Bruno Mars) (T) 
«Rocketeer» (Far East Movement при участии Райан Теддер) (T)
  - Ryan Tedder 
«Brighter Than the Sun» (Коулби Кэлей) (T) 
«Favorite Song» (Colbie Caillat при участии Common) (T) 
«I Remember Me» (Jennifer Hudson) (T) 
«I Was Here» (Бейонсе) (T) 
«Not Over You» (Gavin DeGraw) (S) 
«#1Nite (One Night)» (Cobra Starship) (S) 
 «Rumour Has It» (Адель) (T) 
«Sweeter» (Gavin DeGraw) (T) 
«Who’s That Boy» (Demi Lovato при участии Dev) (T)
  - Butch Vig 
Wasting Light (Foo Fighters) (A)

Продюсер года, классический
- Юдит Шерман 
Adams: Son of Chamber Symphony; String Quartet (John Adams, St. Lawrence String Quartet & International Contemporary Ensemble) 
Capricho Latino (Rachel Barton Pine) 
85th Birthday Celebration (Claude Frank) 
Insects & Paper Airplanes — Chamber Music of Lawrence Dillon (Daedalus Quartet & Benjamin Hochman) 
Midnight Frolic — The Broadway Theater Music of Louis A. Hirsch (Rick Benjamin & Paragon Ragtime Orchestra) 
Notable Women — Trios by Today’s Female Composers (Lincoln Trio) 
The Soviet Experience, Vol. 1 — String Quartets by Dmitri Shostakovich & His Contemporaries (Pacifica Quartet) 
Speak! (Anthony De Mare) 
State of the Art — The American Brass Quintet at 50 (The American Brass Quintet) 
 Steve Reich: WTC 9/11; Mallet Quartet; Dance Patterns (Kronos Quartet, Steve Reich Musicians & So Percussion) 
Winging It — Piano Music of John Corigliano (Ursula Oppens)
  - Blanton Alspaugh 
Aldridge: Elmer Gantry (William Boggs, Keith Phares, Patricia Risley, Vale Rideout, Frank Kelley, Heather Buck, Florentine Opera Chorus & Milwaukee Symphony Orchestra) 
Beethoven: Complete Piano Sonatas (Peter Takács) 
Osterfield: Rocky Streams (Paul Osterfield, Todd Waldecker & Various Artists)
  - Manfred Eicher 
Bach: Concertos & Sinfonias for Oboe; Ich Hatte Viel Bekümmernis (Heinz Holliger, Eric Höbarth & Camerata Bern) 
Hymns & Prayers (Gidon Kremer & Kremerata Baltica) 
Manto & Madrigals (Thomas Zehetmair & Ruth Killius) 
Songs of Ascension (Meredith Monk & Vocal Ensemble, Todd Reynolds Quartet, The M6 & Montclair State University Singers) 
Tchaikovsky/Kissine: Piano Trios (Gidon Kremer, Giedrė Dirvanauskaitė & Khatia Buniatishvili) 
A Worcester Ladymass (Trio Mediaeval)
  - David Frost 
Chicago Symphony Orchestra Brass Live (Chicago Symphony Orchestra Brass) 
Mackey: Lonely Motel — Music from Slide (Rinde Eckert, Steven Mackey & Eighth Blackbird) 
Prayers & Alleluias (Kenneth Dake) 
Sharon Isbin & Friends — Guitar Passions (Sharon Isbin & Various Artists)
  - Peter Rutenberg 
Brahms: Ein Deutsches Requiem, Op. 45 (Patrick Dupré Quigley, James K. Bass, Seraphic Fire & Professional Choral Institute) 
The Vanishing Nordic Chorale (Philip Spray & Musik Ekklesia)

### Remixer Field
Лучшая ремикшированная запись, не классическая
- «Cinema» (Skrillex Remix) — Skrillex, ремиксер (Benny Benassi при участии Gary Go)
  - «Collide» (Afrojack Remix) — Afrojack, ремиксер (Leona Lewis & Avicii)
  - «End of Line» (Photek Remix) — Photek, ремиксер (Daft Punk)
  - «Only Girl (In the World)» (Rosabel Club Mix) — Rosabel, ремиксер (Rihanna)
  - «Rope» (deadmau5 Mix) — deadmau5, ремиксер (Foo Fighters)

### Объёмное звучание
Лучший альбом с объёмным звучанием
- Layla and Other Assorted Love Songs (Super Deluxe Edition) 
Elliot Scheiner, surround mix engineer; Bob Ludwig, surround mastering engineer; Bill Levenson & Elliot Scheiner, surround producers (Derek and the Dominos)
  - An Evening with Dave Grusin 
Frank Filipetti & Eric Schilling, surround mix engineers; Frank Filipetti, surround mastering engineer; Фил Рамон, surround producer (Various Artists)
  - Grace for Drowning 
Steven Wilson, surround mix engineer; Paschal Byrne, surround mastering engineer; Steven Wilson, surround producer (Steven Wilson)
  - Kind 
Morten Lindberg, surround mix engineer; Morten Lindberg, surround mastering engineer; Morten Lindberg, surround producer (Kjetil Almenning, Ensemble 96 & Nidaros String Quartet)
  - Spohr: String Sextet in C Major, Op. 140 & Nonet in F Major, Op. 31 
Andreas Spreer, surround mix engineer; Andreas Spreer, surround mastering engineer; Andreas Spreer, surround producer (Camerata Freden)

### Классическая музыка
Лучшее оркестровое исполнение
- «Brahms: Symphony No. 4» 
 Густаво Дюдамель, дирижёр (Лос-Анджелесский филармонический оркестр)
  - «Bowen: Symphonies Nos. 1 & 2»
 Andrew Davis, дирижёр (BBC Philharmonic)
  - «Haydn: Symphonies 104, 88 & 101»
 Nicholas McGegan, дирижёр (Philharmonia Baroque Orchestra)
  - «Henze: Symphonies Nos. 3-5»
 Marek Janowski, дирижёр (Rundfunk-Sinfonieorchester Berlin)
  - Martinu: The 6 Symphonies
 Jirí Belohlávek, дирижёр (BBC Symphony Orchestra)

Лучшая оперная запись
- «Adams: Doctor Atomic»
 Alan Gilbert, дирижёр; Meredith Arwady, Sasha Cooke, Richard Paul Fink, Gerald Finley, Thomas Glenn & Eric Owens; Jay David Saks, продюсер (Metropolitan Opera Orchestra; Metropolitan Opera Chorus)
  - «Britten: Billy Budd»
 Mark Elder, дирижёр; John Mark Ainsley, Phillip Ens, Jacques Imbrailo, Darren Jeffery, Iain Paterson & Matthew Rose; James Whitbourn, продюсер (London Philharmonic Orchestra; Glyndebourne Chorus)
  - «Rautavaara: Kaivos»
 Hannu Lintu, дирижёр; Jaakko Kortekangas, Hannu Niemelä, Johanna Rusanen-Kartano & Mati Turi; Seppo Siirala, продюсер (Tampere Philharmonic Orchestra; Kaivos Chorus)
  - «Verdi: La Traviata»
 Antonio Pappano, дирижёр; Joseph Calleja, Renée Fleming & Thomas Hampson; James Whitbourn, продюсер (Orchestra of the Royal Opera House; Royal Opera Chorus)
  - «Vivaldi: Ercole Sul Termodonte»
 Fabio Biondi, дирижёр; Romina Basso, Patrizia Ciofi, Diana Damrau, Joyce DiDonato, Vivica Genaux, Philippe Jaroussky, Topi Lehtipuu & Rolando Villazón; Daniel Zalay, продюсер (Europa Galante; Coro Da Camera Santa Cecilia Di Borgo San Lorenzo)

Лучшее хоровое исполнение
- «Light & Gold»
 Eric Whitacre, дирижёр (Christopher Glynn & Hila Plitmann; The King’s Singers, Laudibus, Pavão Quartet & The Eric Whitacre Singers)
  - «Beyond All Mortal Dreams — American A Cappella»
 Stephen Layton, дирижёр (Choir of Trinity College Cambridge)
  - «Brahms: Ein Deutsches Requiem, Op. 45»
 Patrick Dupré Quigley, дирижёр; James K. Bass, chorus master (Justin Blackwell, Scott Allen Jarrett, Paul Max Tipton & Teresa Wakim; Professional Choral Institute & Seraphic Fire)
  - «Kind»
 Kjetil Almenning, дирижёр (Nidaros String Quartet; Ensemble 96)
  - «The Natural World of Pelle Gudmundsen-Holmgreen»
 Paul Hillier, дирижёр (Ars Nova Copenhagen)

Лучшее исполнение небольшим ансамблем
- «Mackey: Lonely Motel — Music from Slide» — Rinde Eckert & Steven Mackey; Eighth Blackbird
  - «Frank: Hilos» — Gabriela Lena Frank; ALIAS Chamber Ensemble
  - «The Kingdoms of Castille» — Richard Savino, дирижёр; El Mundo
  - «A Seraphic Fire Christmas» — Patrick Dupré Quigley, дирижёр; Seraphic Fire
  - «Sound the Bells!» — The Bay Brass

Лучшее классическое инструментальное сольное исполнение
- «Schwantner: Concerto for Percussion & Orchestra»
Giancarlo Guerrero, дирижёр; Christopher Lamb (Nashville Symphony)
  - «Chinese Recorder Concertos — East Meets West»
 Lan Shui, дирижёр; Michala Petri (Copenhagen Philharmonic)
  - «Rachmaninov: Piano Concerto No. 2 in C Minor, Op. 18; Rhapsody on a Theme of Paganini»
 Claudio Abbado, Yuja Wang (Mahler Chamber Orchestra)
  - «Rachmaninov: Piano Concertos Nos. 3 & 4»
Leif Ove Andsnes, Antonio Pappano (London Symphony Orchestra)
  - «Winging It — Piano Music of John Corigliano»
 Урсула Оппенс

Лучшее классическое вокальное сольное исполнение
- «Diva Divo»
 Joyce DiDonato (Kazushi Ono; Orchestre De L’Opéra National De Lyon; Choeur De L’Opéra National De Lyon)
  - «Grieg/Thommessen: Veslemøy Synsk»
 Marianne Beate Kielland (Nils Anders Mortensen)
  - «Handel: Cleopatra»
 Natalie Dessay (Emmanuelle Haïm; Le Concert D’Astrée)
  - «Purcell: O Solitude»
 Андреас Шолль (Стефано Монтанари; Кристоф Дюмо; Accademia Bizantina)
  - «Three Baroque Tenors»
 Ian Bostridge (Bernard Labadie; Mark Bennett, Andrew Clarke, Sophie Daneman, Alberto Grazzi, Jonathan Gunthorpe, Benjamin Hulett & Madeline Shaw; The English Concert)

Лучшая современная классическая композиция
- «Aldridge, Robert: Elmer Gantry» — Robert Aldridge & Herschel Garfein
  - «Crumb, George: The Ghosts of Alhambra» — George Crumb
  - «Friedman, Jefferson: String Quartet No. 3» — Jefferson Friedman
  - «Mackey, Steven: Lonely Motel — Music From Slide» — Steven Mackey
  - «Ruders, Poul: Piano Concerto No. 2» — Poul Ruders

### Музыкальное видео
Лучшее короткое музыкальное видео
- «Rolling in the Deep» — Адель 
Sam Brown, режиссёр; Hannah Chandler, продюсер
  - «Yes I Know» — Memory Tapes 
Eric Epstein, режиссёр и продюсер
  - «All Is Not Lost» — OK Go 
Itamar Kubovy, Damian Kulash и Trish Sie, режиссёры; Shirley Moyers, продюсер
  - «Lotus Flower» — Radiohead 
Garth Jennings, режиссёр и продюсер
  - «First of the Year (Equinox)» — Skrillex 
Tony Truand, режиссёр; Noah Klein, продюсер
  - «Perform This Way» — "Weird Al" Yankovic (пародия на клип «Born This Way» певицы Леди Гаги) 
«Weird Al» Yankovic, режиссёр; Cisco Newman, продюсер

Лучшее длинное музыкальное видео
- Foo Fighters: Back and Forth — Foo Fighters 
James Moll, режиссёр; James Moll и Nigel Sinclair, продюсеры
  - I Am... World Tour — Бейонсе 
Beyoncé, Ed Burke и Frank Gatson, Jr., режиссёр; Beyoncé и Camille Yorrick, продюсеры
  - Talihina Sky: The Story of Kings of Leon — Kings of Leon 
Stephen C. Mitchell, режиссёр; Casey McGrath, продюсер
  - Beats, Rhymes & Life: The Travels of a Tribe Called Quest — A Tribe Called Quest 
Michael Rapaport, режиссёр; Robert Benavides, Debra Koffler, Eric Matthies, Frank Mele, Edward Parks и A Tribe Called Quest, продюсеры
  - Nine Types of Light — TV on the Radio 
 Tunde Adebimpe, режиссёр; Michelle An и Braj, продюсеры

## Специальные награды
Technical Grammy Award
- Роджерс Николс
- Celemony